# Gennaro Annese
Gennaro Annese (1604-1648) est l'un des meneurs de la première République napolitaine (1647-1648), successeur de Masaniello dans le commandement des révoltés de Naples, en 1647 et 1648.

## Biographie
Le duc d’Arcos, après avoir fait assassiner Masaniello, voulut exercer une vengeance éclatante sur le peuple qu’il avait dirigé ; et, en conséquence, il fit attaquer les Napolitains par ses gendarmes espagnols, tandis que les forteresses bombardaient la ville, de concert avec l’armée navale commandée par don Juan d’Autriche ; mais le peuple n’en devint que plus furieux : il repoussa les Espagnols, et, après avoir massacré Francesco Toraldo, prince de Massa, qu’il s’était donné pour capitaine général, et qui avait trahi sa cause, il choisit pour chef, le 22 octobre 1647, l’armurier napolitain Gennaro Annese, homme de basse extraction, mais qui joignait un caractère ferme à beaucoup de pénétration et d’habileté. Annese fut investi d’une magistrature constitutionnelle, et reconnu comme l’élu du peuple et le chef de la municipalité. Cependant les Napolitains, qui longtemps avaient voulu demeurer fidèles à Philippe IV, et repousser seulement le joug de son vice-roi, avaient enfin été entraînés dans une révolte complète. Après avoir foulé aux pieds tous les signes de la royauté, ils avaient aboli les gabelles, mis à prix la tête de plusieurs seigneurs ; enfin, par un manifeste, ils venaient de signaler la mauvaise foi et la cruauté des Espagnols, en invitant le pape, l’Empereur, tous les princes et républiques, à les aider à recouvrer leurs anciens privilèges, ou plutôt à rétablir leur liberté, car la ville de Naples prenait déjà le titre de république. Annese ouvrit une correspondance secrète avec le ministre de France à Rome, et détermina les Napolitains à rappeler Henri de Lorraine, duc de Guise, pour être le protecteur de la nouvelle république. Ce prince entra dans Naples ; l’autorité militaire lui fut attribuée, et Annese fut chargé du gouvernement civil. Bien plus fier et plus ambitieux que Masaniello, il ne voulut point reconnaître le duc de Guise pour son supérieur. La mésintelligence se mit bientôt entre les deux chefs, et Annese ne vit plus qu’avec jalousie le rival qu’il s’était donné lui-même. Pour éviter que celui-ci ne se proclama seigneur de Naples, il s’allia avec le duc de Richelieu, envoyé à Naples pour commander la flotte. Annese traita enfin avec les Espagnols. Le duc d’Arcos, qui était l’objet de la haine universelle, ayant été rappelé par son maître, don Juan d’Autriche fut introduit, le 6 avril 1648, dans Naples, par Annese, qui lui remit les clefs de la grande tour des Carmes qu’il commandait. Le reste de la ville suivit cet exemple, et don Juan fut mis en possession de tous les postes et de toutes les forteresses. Le comte d’Oñate, qui succéda presque aussitôt au jeune prince dans le gouvernement, jugea qu’il n’avait plus rien à craindre de la populace. Au mépris de l’amnistie générale, il établit une junte pour faire juger tous ceux qui avaient participé à la révolte. Un grand nombre de victimes périrent sur l’échafaud, et Annèse vit mourir presque tous ses partisans. Peu de mois après, accusé faussement d'avoir repris les contacts avec les Français, il fut condamné à mort et exécuté le 20 juin 1648, après un simulacre de procès. Sa tête fut exposée devant l'une des tours du Castel Nuovo.